# Hideyuki Motohashi
Hideyuki Motohashi (本橋 秀之?, Motohashi Hideyuki; ...) è un character designer e animatore giapponese, principalmente attivo nel campo degli anime. Ha debuttato nel 1983 con l'anime Hadashi no Gen in cui Motohashi ha lavorato come key animator. L'anno successivo debutta come direttore dell'animazione di Ginga hyōryū Vifam. Nel corso degli anni ha curato l'animazione ed il character design di innumerevoli prodotti come Lupin III, Lamù, Vampire Princess Miyu, Project A-ko, Sailor Moon R, Fushigi yûgi, Yu-Gi-Oh!, i primi tre film di Inuyasha (Un sentimento che trascende il tempo, Il castello al di là dello specchio e La spada del dominatore del mondo), Gotriniton, God Mazinger, Ayashi no Ceres, To Love-Ru ed altri.